# إتجار (فلم)
إتجار (بالإنجليزية: Traffic) هو فيلم جريمة أُصدر في الولايات المتحدة وصدر في سنة 2000. الفيلم من إخراج ستيفن سودربرغ.

## القصة
يحكي عن انتشار المخدرات في أمريكا عن طريق المكسيك وكيفية الحدوالقضاء علي المخدرات

## طاقم التمثيل
- دون شيدل
- بينيشيو ديل تورو
- مايكل دوغلاس
- لويس غوزمان
- دنيس كايد

### ترشيحات وجوائز
| السنة | الحدث  | الفئة     | النتيجة |
| ----- | ------ | --------- | ------- |
|       | أوسكار | أفضل مخرج | فوز     |

## الميزانية والإيرادات
بلغت تكلفة إنتاج الفيلم حوالي 46 مليون دولار بينما حقق أرباحا تقدر بـ 207,515,725 دولار.

## وصلات خارجية
- مقالات تستعمل روابط فنية بلا صلة مع ويكي بيانات